# Fark Kristóf
Fark Kristóf (18. század – 19. század) jezsuita rendi tanár, később jogakadémiai tanár.

## Élete
Az Erdélyi örmény Fark család leszármazottja.  1767-ben mint jezsuita növendék a székelyudvarhelyi algimnáziumban tanított, 1768-ban Kolozsvárott, ahol egyszersmind tanulmányi felügyelő is volt. 1769-ben Nagybányán, 1770-ben Nagyszombatban, 1771-ben Győrött volt tanár és 1772-ben a Nagyszombati Egyetemen elsőéves teológus. A rend feloszlatása után (1773) megvált a papi pályától. 1777–1778-tól Kassán jogakadémiai tanár lett, és a hazai törvényt (jus patrii) tanította. 1800–1801-ben prodékán volt, és ő tartotta a tanévet megnyitó beszédet. 1786–1787-ben az eperjesi kerületi táblához küldték „novum juris ordinem condiscere”. 1801. augusztus 25-én évi 500 aranyforinttal nyugdíjazták.

## Munkái
- Positiones ex universo jure patrio quas sub auspiciis… Josephi Ürményi in academia regia Cassoviensi a. 1778. publice propugnavit… Josephus Wagner… ex praelectionibus Chr. F. Cassoviae
- Responsum ad quaestionem: Was ist Wucher? und durch welche beste Mittel ist demselben ohne Strafgesetz Einhalt zu thun? seu quid foenus? et quo efficaci remedio foenori occurri possit citra sanctionem legis poenalis?… Die 22. mensis Mai 1789. ad cancell. Austr. Boh. aulicum… expeditum. Cassoviae, 1789
- Tentamen publicum ex jure patrio privato, quod in regia academia Cassoviensi a. 1799. die 3. mensis Martii subivere Car. Klobusitzky… ex institutionibus C. F. Cassoviae
- Tentamen publicum ex jure patrio privato, quod in reg academia Cassoviensi a. 1799. die 3. mensis Augusti subivere Joan Molnár, Ign. Szilva ex institutionibus C. F. Cassoviae
- Oratio prolusoria coram solenni concione academica tempore aperti novi cursus litterarii in Sala academica dicta 1800, Cassoviae